# Pecteilis triflora
Pecteilis triflora är en orkidéart som först beskrevs av David Don, och fick sitt nu gällande namn av Tang och Fa Tsuan Wang. Pecteilis triflora ingår i släktet Pecteilis och familjen orkidéer. Inga underarter finns listade i Catalogue of Life.